# Miguel Angueira
Miguel Angueira ist ein Rock-’n’-Roll-Tänzer aus Frankreich, mehrfacher Welt- und Europameister.

## Tanzpartner
- Dorothée Blanpain
- Clarisse Solbes
- Natasha Quoy

## Erfolge
- 1990 (Amateur)Weltmeister(zusammen mit Dorothée Blanpain)
- 1991 Weltmeister(zusammen mit Dorothée Blanpain)
- 1992 Weltmeister(zusammen mit Dorothée Blanpain)
- 2005 Europameister (zusammen mit Natasha Quoy)
- 2006 Europameister (zusammen mit Natasha Quoy)

## Videos
- World Championship 2006 Schaffhausen - Miguel Angueira& Natasha Quoy Acrobatic
- World Championship 2006 Schaffhausen - Miguel Angueira& Natasha Quoy Foot technique

- French National Championship 2006 - Miguel Angueira& Natasha Quoy Acrobatic
- World Masters Competition 2005 Winterthur - Miguel Angueira& Natasha Quoy Acrobatic

- Miguel Angueira and Dorothée Blanpain - early nineties Foot technique
- Miguel Angueira and Natasha in the French TV Show Incroyable Talent